# Robinson R44
Robinson R44 — лёгкий многоцелевой четырёхместный коммерческий вертолёт производства американской компании «Robinson Helicopter».
Вертолёт был разработан в 1980-е годы. Совершил первый полёт 31 марта 1990 года и в декабре 1992 года прошёл сертификацию.
C 1999 года R44 признается наиболее продаваемым вертолетом общего назначения в мире. В 2000-2017 году было выпущено 5 805 вертолетов, что также делает его наиболее популярным вертолетом в XXI веке.

## Описание
Одномоторный вертолет с полужёстким двухлопастным несущим винтом, двухлопастным хвостовым винтом и полозковым шасси. Кабина закрытая, с двумя рядами по два сидения, для пилота и трёх пассажиров.

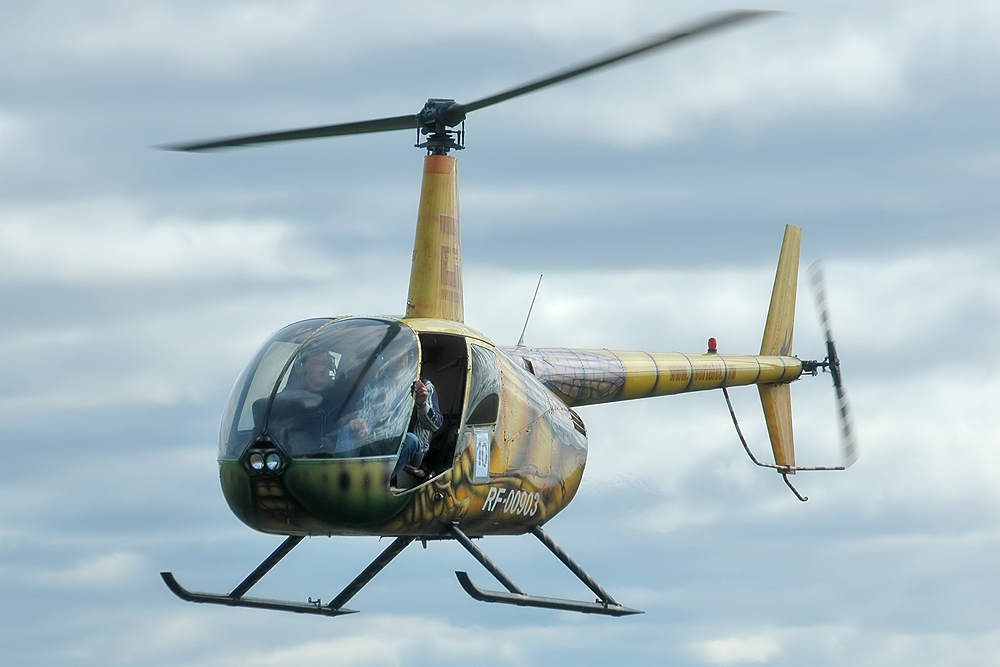
Robinson R44

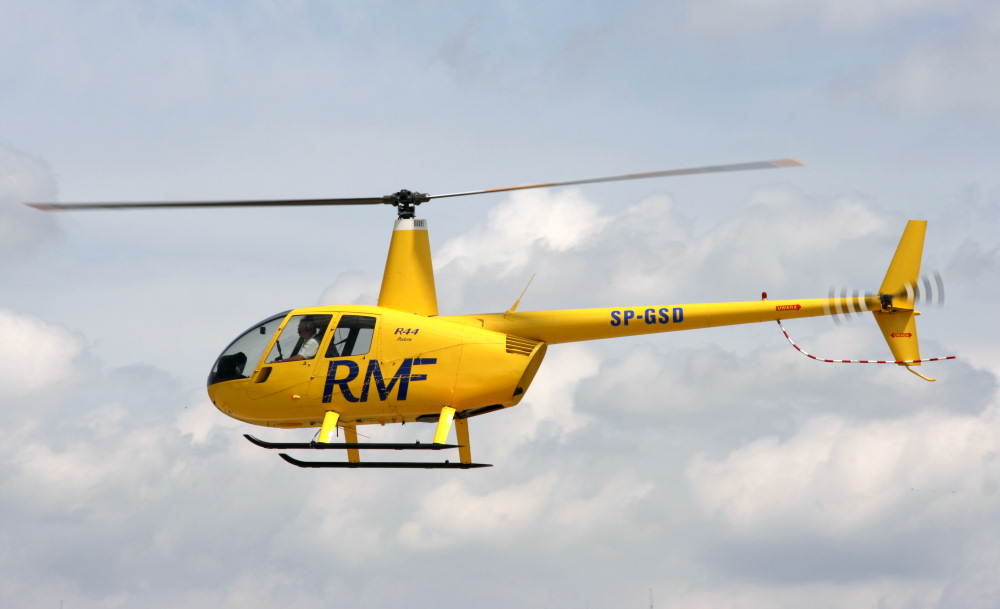
Robinson R44 Astro

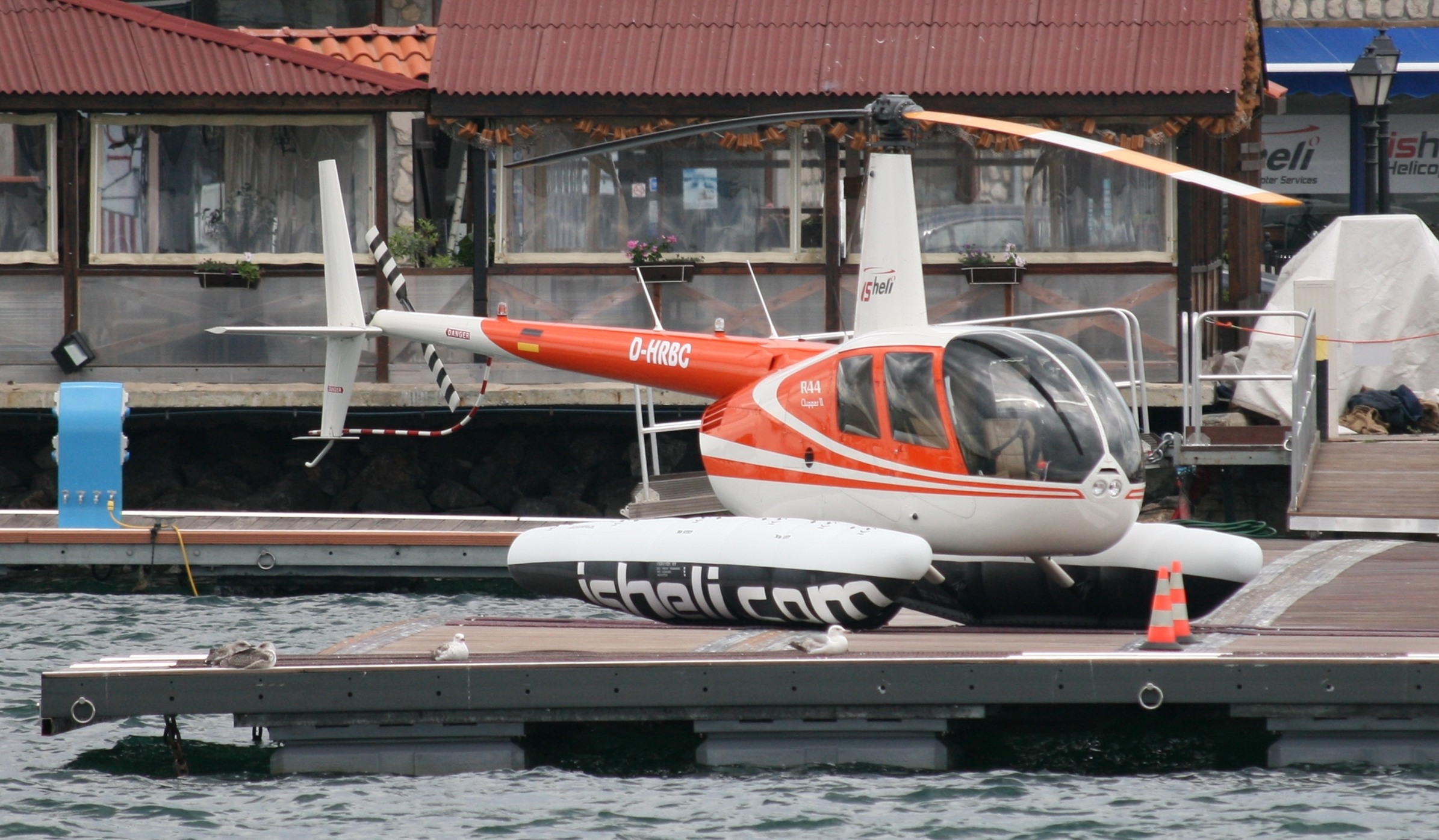
Robinson R44 Clipper с большими поплавками

## Лётно-технические характеристики
- Назначение: пассажирский
- Экипаж: 1+3 чел.
- Лётные данные
  - V макс.: 240 км/ч
  - V крейс.: 210 км/ч
  - Скороподъёмность: 5 м/с
  - Дальность полёта: 650 км
  - Длительность полёта: 3,5 ч
  - Рабочая высота: 1500 м
  - Макс. высота: 4250 м
- Силовая установка
- Кол-во двигателей: 1
- Модель двигателя: Lycoming O-540 или IO-540 (инжекторный)
- Тип двигателя: поршневой оппозитный (6 цилиндров)
- Система питания: один карбюратор
- Топливо: бензин Б 91/115 (100 LL)
- Мощность макс.: 260 л. с.
- Расход топлива: 57 л/ч
- Габариты
- Длина фюзеляжа: 9,06 м
- Длина с винтом: 11,75 м
- Диаметр хвостового винта: 1,47 м
- Диаметр несущего винта: 10,04 м
- Высота: 3,27 м
- Колея шасси: 2,18 м
- Вес, масса
  - Максимальная взлётная масса: 1089 кг
  - Полезная нагрузка: 380 кг
- Фюзеляж
  - Количество дверей 4
- Оборудование
- Навигационное оборудование для дневного пилотирования
- Элементы управления
  - ручка циклического хода имеет «дублёр» для двойного управления, рычаги «шаг-газ» размещены с левой стороны каждого сиденья
- Заправочные ёмкости
  - Ёмкость топливного бака: 120 л или 30,6 галлона, дополнительный 72 л или 18,3 галлона
- Эксплуатационные параметры
  - Климатические условия: −30…+38;°C

## Варианты и модификации

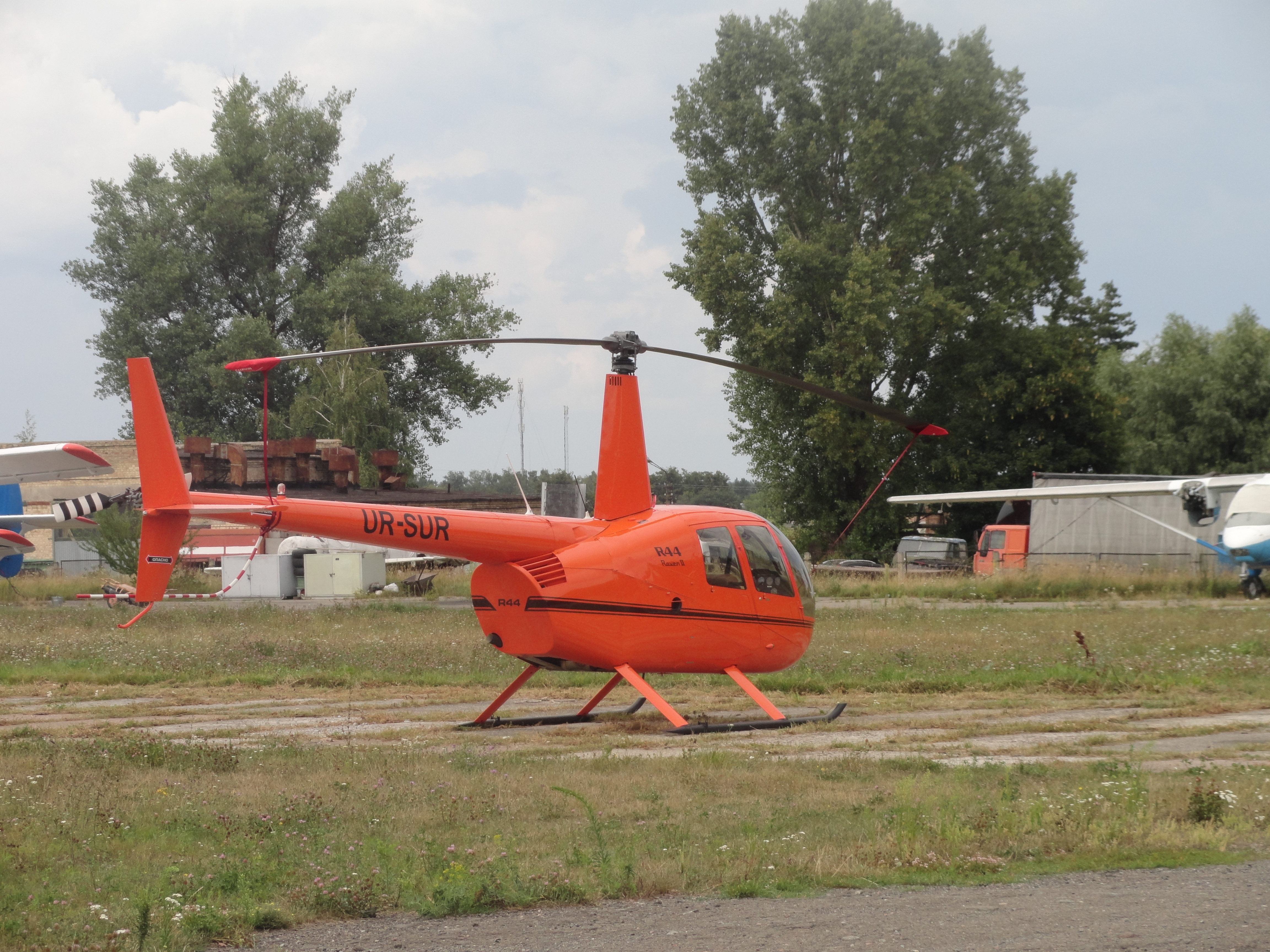
Robinson R44 Raven II

- Robinson R44 Astro — вариант с двигателем Lycoming O-540;
- Robinson R44 Raven — гражданская модель с двигателем Lycoming O-540-F1B5 и металлическим шасси, предназначенным для посадки на твёрдый грунт;

- Robinson R44 Clipper — вариант с поплавками для посадки на воду.

- Robinson R44 Raven II — модель 2002 года с инжекторным двигателем Lycoming IO-540-AE1A5, увеличенной шириной лопастей несущего винта, металлическим шасси и оборудованием для выполнения ночных полётов:

- Robinson R44 Clipper II — вариант Raven II с поплавками для посадки на воду.
- Robinson R44 IFR Trainer — учебно-тренировочный вариант для обучения пилотов с измененной кабиной и установленным дополнительным оборудованием
- R44 Police II — полицейский патрульный вертолёт на базе Raven II с дополнительным оборудованием.

## Страны-эксплуатанты

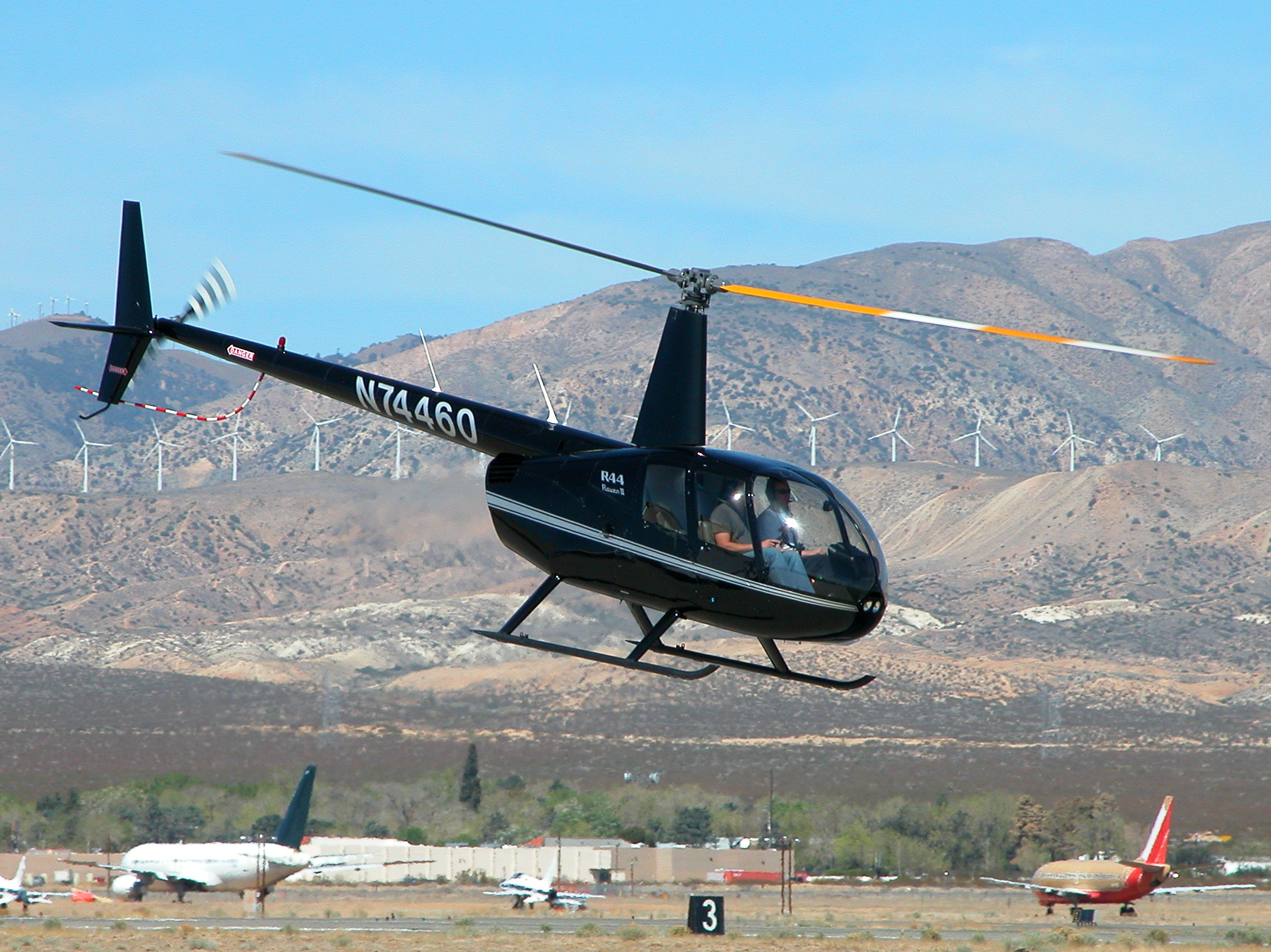
Взлёт R44 (США, аэропорт Мохаве)

- США — были закуплены некоторыми полицейскими департаментами[3][4].
- Боливия — для военно-воздушных сил были заказаны шесть R44, к началу августа 2011 года были получены два первых вертолёта (номер FAB-760 и номер FAB-761)[5]
- Бразилия — 28 декабря 2010 года один R44 был закуплен для военной полиции[6]
- Доминиканская Республика — два R44 имеется на вооружении военно-воздушных сил
- Ливан — четыре R44 Raven II имеется на вооружении военно-воздушных сил
- Парагвай — три R44 были заказаны для полиции, первый вертолёт был получен в апреле 2010 года[7]
- Перу — в январе 2011 года два R44 были заказаны для полиции[8]
- Россия — вертолеты R44 использует ФБУ «Авиалесоохрана» и региональные управления лесами для патрулирования лесных массивов. Также вертолет куплен телеканалом 360°.
- Сальвадор — 25 июня 2004 года национальная полиция Сальвадора получила один вертолёт R44[9]
- Филиппины — в начале 2010 года для национальной полиции были закуплены три вертолёта[10] — два R44 Raven и один R44 Raven II, стоимость контракта составила 2,47 млн долларов[11]
- Эквадор — в январе 2011 года один R44 поступил на вооружение полиции[12]
- Эстония — 2 августа 2002 года по программе военной помощи из США для вооружённых сил Эстонии были безвозмездно переданы два вертолёта Robinson R-44 «Астро», оснащённые фото- и видеоаппаратурой и тепловизорами[13]. В апреле 2012 года специалисты американской компании «Rebtech» осуществили их модернизацию, установив комплекты оборудования NVIS (Night Vision Imaging Systems) для ночных полётов[14].
- ЮАР — в 2009 году шесть R44 Raven II были закуплены для полиции[15]
- Украина — в 2015 году, был закуплен на вооружение Национальной полиции Украины.

## Катастрофы и аварии
По состоянию на август 2009 года в России было официально зарегистрировано около 150 вертолетов R44. В период с 2003 года (когда в России произошло первое авиационное происшествие с вертолетом этого типа) по 2016 год произошло 13 авиационных происшествий: 8 катастроф и 5 авиапроисшествий без человеческих жертв. Погибло 8 пилотов и 14 пассажиров.
Имели место ещё следующие авиапроисшествия:
1. 28 июня 2007 года неподалёку от Ижевска R44, принадлежавший ОО «АСПЕК-дружба» (бортовой номер RA-04203), столкнулся с проводом линии электропередач и затонул в Воткинском водохранилище в 50 м от берега, погибли все пять человек, находившихся на борту[17].
2. 6 сентября 2008 года в Сычёвском районе Смоленской области потерпел катастрофу R44, принадлежавший частному лицу (бортовой номер RA-04180). По заключению комиссии причиной происшествия послужил несанкционированный взлет в туман ночью и, как следствие, потеря пилотом пространственной ориентации. Погибло три человека.[18].
3. 2 января 2010 года в 50-и километрах от села Частые Пермского края произошло лётное происшествие с вертолётом Robinson R44, которым управлял его владелец, президент электротехнической корпорации «Кама». В результате аварии он получил множественные ожоги и переломы. Причиной аварии признали некачественное топливо и недостаточное умение пилота сажать вертолёт зимой[19].
4. 14 января 2010 года частный вертолет R44 (бортовой номер RA-04145) во время тренировочного полета в районе аэродрома Усть-Кут и совершил вынужденную посадку в 70 км. Авиадиспетчер принял от экипажа информацию об аварийной посадке. Пилот сообщил, что состояние его здоровья удовлетворительное, пассажир получил тяжёлые обморожения нижних конечностей. Причина происшествия — ошибка пилота.
5. 10 марта 2010 года над Онежским озером потерпел катастрофу вертолёт Robinson R44, которым управлял его владелец, вице-президент Ассоциации пилотов и владельцев частных воздушных судов Дмитрий («Ян») Мартынов. Пилот, а также находившиеся на борту его супруга Марина, внучка Дмитрия Жимерина, погибли. Предполагается, что пилот, намеренно летевший на малой высоте, неправильно рассчитал высоту полёта, что привело к столкновению воздушного судна с поверхностью льда[20].
6. 10 июля 2011 года в 3:15 по местному времени в районе поселка Кононово Сухобузимского района Красноярского края частный вертолет Robinson R44 потерпел крушение и упал в реку Енисей[21]. В катастрофе погиб пилот.
7. 18 ноября 2011 года в 17 часов из села Городня Конаковского района Тверской области по маршруту Городня — Оршинские болота — Городня вылетел вертолёт R-44 (RA-04348), принадлежавший Редкинскому опытному заводу. Вертолётом управлял генеральный директор завода. На связь пилот не выходил. В 19:15 был принят сигнал аварийного маяка вертолёта. 26 ноября 2011 года обломки вертолёта нашли севернее деревни Литвинцево Калининского района представителями московского поисково-спасательного отряда «Лиза Алерт»[22] и тверских добровольцев. Среди обломков находилось тело пилота[23]. Причиной трагедии стала ошибка пилотирования в сложных метеоусловиях[24].
8. 6 августа 2012 года, в 21 часов 25 минут в Сакском районе Крыма упал в воду частный вертолёт «Robinson R44». Он затонул в акватории Черного моря, на расстоянии 200 м от берега. Пилот не пострадал. По предварительным данным, авария произошла из-за отказа муфты привода винта[25].
9. 16 октября 2012 года вертолёт (рег. № RA-04206) потерпел катастрофу возле деревни Муравлянка Тульской области. В катастрофе погиб пилот[26].
10. 8 декабря 2012 года вертолёт Robinson R44 потерпел катастрофу в Солнечногорском районе Московской области. В катастрофе погибло три человека[27].
11. 7 августа 2013 года в Киренском районе на севере Иркутской области обнаружен пропавший накануне вертолёт «Robinson R44» с двумя погибшими на борту[28].
12. 13 октября 2013 года на территории Зеленовского района вблизи поселка Белес Западно-Казахстанской области потерпел катастрофу вертолёт «Robinson R44». Погибло два человека[29].
13. 30 апреля 2014 года в Республике Коми потерпел катастрофу вертолёт «Robinson R44» (рег. № RA-06217). Погиб пилот[30].
14. 5 июля 2014 года в Татарстане совершил жёсткую посадку вертолёт «Robinson R44» (рег. № RA-04288). Пилот получил тяжёлые ранения[31].
15. 23 июля 2014 года на Камчатке потерпел катастрофу вертолёт «Robinson R44» (рег. № RA-1975G). Погибли пилот и пассажир[32].
16. 13 августа 2014 года в Кузнецком районе Пензенской области потерпел аварию вертолёт «Robinson R44» (рег. № RA-04368). Пилот и пассажиры не пострадали[33].
17. 12 марта 2015 года в Брестской области вблизи посёлка Тельмы совершил экстренную посадку вертолёт Robinson R-44 Raven II (EW-249LH) с тремя пассажирами на борту. При взлёте одна из лыж вертолёта застряла в грязи и аппарат завалился на бок. Пострадавших нет[34].
18. 8 августа 2015 года потерпел катастрофу вертолёт «Robinson R44» (рег. № RA-04383). Гидроплан Cessna U206F, возивший пассажиров над Истринским водохранилищем, приблизился на опасное расстояние к вертолёту и столкнулся с ним. Все, кто находился в самолете и вертолёте погибли.[35]
19. 14 августа 2015 года в Якутии потерпел катастрофу вертолёт «Robinson R44»(рег № RA-04339). Вертолёт зацепился за столб, рухнул на землю и сгорел. Пилот и пассажиры спаслись.[36] Пилот на следующий день умер в больнице.
20. 22 августа 2015 года «Robinson R44»(рег № RA-04237), принадлежавший частному лицу, упал в Москву-реку. Все пассажиры и пилот остались живы.[37]
21. 14 марта 2016 года около 15:00 по местному времени, вертолет «Робинсон», принадлежащий ЗАО «Лайт Эйр» и выполнявший служебный полет по маршруту Уфа — Стерлитамак, совершил вынужденную посадку вблизи села Воскресенское Мелеузовского района. По данным ведомства, командир воздушного судна и пассажир в результате летного происшествия остались живы.
22. 2 мая 2016 года вертолёт, принадлежавший частному, лицу упал в районе бухты «Русская» Камчатского края. Три человека находящихся на борту погибли.[38]
23. 7 июня 2016 года вертолёт, принадлежавший частному, лицу упал в Хмельницкой области.[39]
24. 22 октября 2016 года вертолет, принадлежащий компании «Урюмкан», вылетел вечером 22 октября из поселка Золотореченск в направлении артели «Дзалай-Кадай», позже связь с вертолетом прервалась. На борту были пилот и два пассажира — генеральный директор и главный инженер компании. Позже обломки вертолёта обнаружили в Балейском районе в селе Нижнее Гирюнино. Пилот и оба пассажира погибли.
25. 28 ноября 2016 года вертолет, принадлежащий компании «Heli Крым», потерпел крушение в 9.30 в 200—300 метрах от автомобильной трассы «Симферополь-Алушта» в окрестностях поселка Виноградное[40].На борту находились глава кинокомпании «Союз Маринс Групп» Александр Куликов, его помощница Мария Суслова и пилот Роман Измайлов, директор компании «Heli Крым». Все погибли.
26. 4 мая 2017 года при выполнении полёта для мониторинга пожарной обстановки в Белорецком районе Республики Башкортостан потерпел крушение вертолет Robinson 44. Пилот и два пассажира погибли.
27. 5 ноября 2017 года при выполнении полёта разбился вертолёт Robinson авиакомпании «Баркол», есть погибшие[41][42]. Вертолёт упал в Андроповском районе, в пяти километрах от населенного пункта Дубовая Балка. Сначала сообщали о трёх погибших: потом их число снизилось до двух.
28. 17 августа 2018 года поступило сообщение о жёсткой посадке легкомоторного вертолёта Robinson у населённого пункта Милованово Спасского [43] района  Рязанской области. В результате посадки имеется один пострадавший.
29. 29 сентября 2018 года в 27 километрах от села Сасыр Момского района Якутии аварийную посадку совершил вертолет Robinson у пилота есть спутниковый телефон, по которому он вышел на связь и сообщил, что находится в ущелье[44][45]
30. 21 октября 2019 года ГСЧС сообщила, что в Полтавской области, вблизи с. Тарасенково Оржицкого района, упал вертолет "Робинсон-44", в результате чего погиб экс-министр аграрной политики и продовольствия Украины Тарас Кутовой. Об этом стало известно 21 октября в 16 часов. По данным службы, вертолет летел из Киева в Полтавскую область.[46]
31. 28 февраля 2020 года в Наримановском районе Астраханской области произошло авиационное происшествие с вертолетом R-44 RA-04246, принадлежащим ООО «Аэросоюз Волгоград». Погиб пилот основатель и директор клуба «Аэросоюз-Волгоград» Виктор Климочкин.
32. 20 октября 2020 года выполнявший коммерческий рейс Вологда — Великий Устюг вертолет Робинсон R44 после столкновения с линией ЛЭП упал в реку Сухона около деревни Бобровское. Погибли гендиректор АО "Дед Мороз" Олег Васильев, президент компании "Аэросоюз" Сергей Мозер, сотрудник авиакомпании "АэроСоюз" Анна Швецова и пилот Сергей Йог[47].
33. 17 мая 2021 года в 15:15 из аэропорта Васьково вылетел вертолет Robinson R44 RA-06358. В 15:42 вертолет совершил посадку в северной части острова Мудьюгский Архангельской области. В 21:25 поступило сообщение о падении вертолета в районе 1,5 км от берега острова Мудьюгский. Вертолёт пилотировал чемпион мира по вертолётному спорту Вадим Сазонов, он погиб на месте, также погиб и был найден спустя десять дней депутат из Тверской области Александр Бойков, ещё два пассажира выжили.[48]
34. 3 октября 2021 года В лесополосе в н.п. ЗИЛ-городок, г.о. Лыткарино при выполнении учебно-тренировочного полета потерпел крушение вертолет Robinson R-44. Возгорания не последовало. В результате происшествия погибли три человека
35. 16 июля 2022 года. Вертолёт «Робинсон» RA-07350, за штурвалом которого находился биатлонист Игорь Малиновский, а на борту были также два пассажира, вылетел по маршруту Мильково – Долина гейзеров – кальдера вулкана Узон на Камчатке примерно в полдень по местному времени 16 июля. Вертолёт принадлежал компании «Взлёт» Владимира Малиновского, отца Игоря. В назначенное время пилот на связь не вышел. Утром 17 июля два вертолёта МЧС вылетели на поиски пропавшего воздушного судна и обнаружили его сгоревшим.
36. 12 июня 2024 года около базы отдыха «Светофор» под Первоуральском совершил жесткую посадку вертолет Robinson R44 RA-87888. Мужчина (пилот) находится в состоянии средней тяжести. Женщина (пассажирка) — в крайне тяжелом состоянии.
37. 25 сентября 2024 года в 4 км западнее от деревни Бычье Мезенского округа Архангельской области были обнаружены обломки вертолёта Robinson R44. Погибли депутат Архангельского городского собрания депутатов Сергей Сметанин и предприниматель Алексей Семёнов.[49]